# 15631 Dellorusso
15631 Dellorusso eller 2000 HT57 är en asteroid i huvudbältet som upptäcktes den 24 april 2000 av LONEOS vid Anderson Mesa Station. Den är uppkallad efter Neil Dello Russo.
Asteroiden har en diameter på ungefär 9 kilometer och den tillhör asteroidgruppen Eos.